# Unitats de Planck

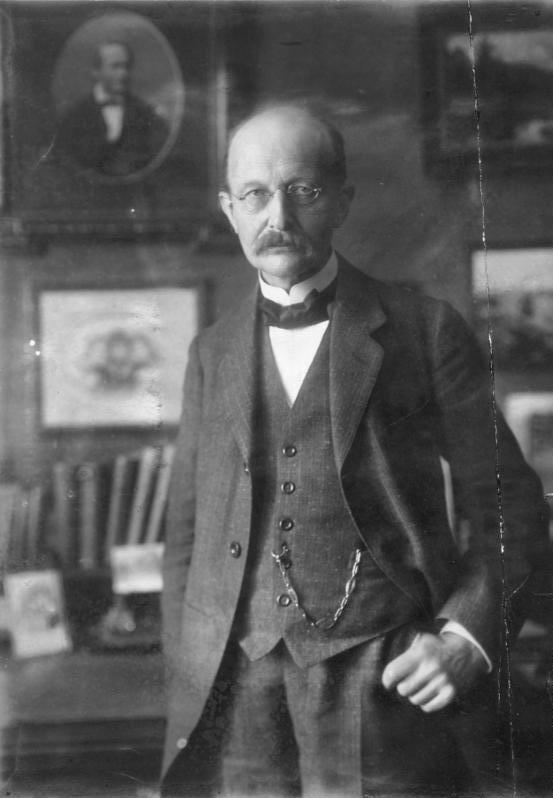
Max Planck.

Les unitats de Planck és un sistema d'unitats naturals que es basa en unes poques constants físiques fonamentals normalitzades a 1. El nom es deu al fet que fou proposat pel físic alemany Max Planck el 1899.
{\displaystyle G=c=\hbar =k_{\text{B}}=\varepsilon _{0}=1}on:
- {\displaystyle G}, la constant gravitacional, 6,674 30(15) × 10–11 m3 kg–1 s–2.
- {\displaystyle c}, la velocitat de la llum en el buit, 299 792 458 m s–1.
- {\displaystyle \hbar }, la constant de Planck dividida per {\displaystyle 2\pi } o constant de Dirac, 1,054 571 817 × 10–34 J s.
- {\displaystyle k_{\text{B}}}, la constant de Boltzmann, 1,380 649 × 10–23 J K–1.[2]
- {\displaystyle \varepsilon _{0}} la permitivitat en el buit, 8,854 187 8188(14) × 10–12 F m–1[3] (introduïda posteriorment).

Cadascuna d'aquestes constants pot ser associada almenys a una de les teories físiques fonamentals: {\displaystyle c} amb la relativitat especial, {\displaystyle G} amb la relativitat general i la gravitació newtoniana, {\displaystyle \hbar } amb la mecànica quàntica, {\displaystyle \varepsilon _{0}} amb l'electroestàtica i {\displaystyle k_{\text{B}}} amb la mecànica estadística i amb la termodinàmica. Les unitats de Planck tenen una rellevància especial per als físics teòrics, ja que simplifiquen les expressions algebraiques de les lleis físiques. Són especialment rellevants en la recerca de les teories unificadores com la de la gravetat quàntica.
Com que l'elecció d'unitats del Sistema Internacional (SI) és totalment arbitrària, els valors d'aquestes constants també ho són. {\displaystyle \hbar }, per exemple, té un valor d'1,055 × 10−34 J s. En substituir les unitats SI per les unitats de Planck com a unitats bàsiques de mesura, les constants fonamentals {\displaystyle G}, {\displaystyle c}, {\displaystyle \hbar }, {\displaystyle k_{\text{B}}} i {\displaystyle \varepsilon _{0}} prenen el valor exactament d'u. Això presenta una oportunitat convenient perquè els físics depurin les seves equacions, ja que ja no necessitem fer un seguiment de totes aquestes constants. En simulacions per ordinador complexes, també proporciona una acceleració eliminant la necessitat de multiplicar cada terme pels valors arbitraris de les constants fonamentals, que s'han d'especificar amb alta precisió.

## Història
El concepte d'unitats naturals fou proposat l'any 1874 per part del físic angloirlandès George Johnstone Stoney (1826-1911). Stoney observà que la càrrega elèctrica està quantificada, i creà un sistema d'unitats de longitud, temps i massa, ara anomenades unitats de Stoney. Aquest elegí les seves unitats de manera que les constants {\displaystyle G} i {\displaystyle c} i la càrrega elèctrica elemental, la dels electrons {\displaystyle e}, fossin numèricament iguals a 1. El 1899, un any abans de la publicació de la teoria quàntica, el físic alemany Max Planck (1858-1947) establí el que més tard es coneixeria com la constant de Planck {\displaystyle h}. Al final del treball, proposà les unitats base que després foren batejades en el seu honor. Les unitats de Planck es basen en el quàtum d'acció, actualment conegut com a constant de Planck, que aparegué a l'aproximació de Wien per a la radiació del cos negre ({\textstyle \hbar \,\omega _{max}\approx 2,82\,k_{\text{B}}\,T}).
Quan foren proposades per Planck, les seves unitats no tenien cap mena de valor pràctic i foren oblidades per la comunitat científica. Fou amb l'arribada de les teories de la gravetat quàntica els anys setanta del segle xx que foren recuperades. Actualment, la massa de Planck {\displaystyle m_{\text{P}}} i el temps de Planck {\displaystyle t_{\text{P}}} són valors importants en les actuals teories cosmològiques. Les actuals teories físiques deixen de tenir validesa quan les dimensions de l'univers, després del Big-bang, eren inferiors a la longitud de Planck {\displaystyle l_{\text{P}}}, per a temps inferiors al temps de Planck {\displaystyle t_{\text{P}}} i a temperatures superiors a la temperatura de Planck {\displaystyle \Theta _{\text{P}}}.

## Unitats de Planck bàsiques
Tots els sistemes d'unitats tenen unes unitats bàsiques, en el SI en són set i, per exemple, la unitat base de longitud és el metre. En el sistema d'unitats de Planck, hi ha cinc unitats de base que deriven de les cinc constants físiques esmentades. Com tots els sistemes d'unitats naturals, les unitats de Planck són una instància de l'anàlisi dimensional.
Admeses la constant gravitacional {\displaystyle G}, la constant de Planck barrada o constant de Dirac {\displaystyle \hbar }, la velocitat de la llum {\displaystyle c}, i la constant de Boltzmann {\displaystyle k_{\text{B}}}, les unitats de longitud (longitud de Planck {\displaystyle l_{\text{P}}}), de temps (temps de Planck {\displaystyle t_{\text{P}}}), de massa (massa de Planck {\displaystyle m_{\text{P}}}) i de temperatura (temperatura de Planck {\displaystyle \Theta _{\text{P}}}) poden ser expressades en termes de les constants universals, per exemple la longitud de Planck és:
{\displaystyle l_{\text{P}}={\sqrt {\frac {\hbar G}{c^{3}}}}}
El seu valor en unitats del Sistema Internacional s'obté substituint a les expressions les constants pels seus valors en el SI. Així la longitud de Planck {\displaystyle l_{\text{P}}} és:
{\displaystyle l_{\text{P}}={\sqrt {\frac {\hbar G}{c^{3}}}}={\sqrt {\frac {1,054\,57\times 10^{-34}Js\cdot 6,674\,30\times 10^{-11}m^{3}kg^{-1}s^{-2}}{(2,997\,9\times 10^{8}ms^{-1})^{3}}}}=1,616\,26\times 10^{-35}m}
| Nom                   | Magnitud              | Expressió | Equivalent al SI amb incertesa | Altres equivalències       |
| --------------------- | --------------------- | --- | ------------------------------ | -------------------------- |
| Longitud de Planck    | Longitud (L)          | {\displaystyle l_{\text{P}}={\sqrt {\frac {\hbar G}{c^{3}}}}}                                                               | 1,616 255(18) × 10−35 m        |                            |
| Massa de Planck       | Massa (M)             | {\displaystyle m_{\text{P}}={\sqrt {\frac {\hbar c}{G}}}}                                                                   | 2,176 44(11) × 10−8 kg         | 1,220 862(61)× 1019 GeV/c² |
| Temps de Planck       | Temps (T)             | {\displaystyle t_{\text{P}}={\frac {l_{\text{P}}}{c}}={\frac {\hbar }{m_{\text{P}}c^{2}}}={\sqrt {\frac {\hbar G}{c^{5}}}}} | 5,391 24(27) × 10−44 s         |                            |
| Càrrega de Planck     | Càrrega elèctrica (Q) | {\displaystyle q_{\text{P}}=m_{\text{P}}2\pi {\sqrt {G\varepsilon _{0}}}={\sqrt {\hbar c4\pi \varepsilon _{0}}}}            | 1,875 545 870(47) × 10−18 C    | 11,706 237 6398(40) e      |
| Temperatura de Planck | Temperatura (Θ)       | {\displaystyle \Theta _{\text{P}}={\frac {m_{\text{P}}c^{2}}{k}}={\sqrt {\frac {\hbar c^{5}}{Gk^{2}}}}}                     | 1,416 785(71) × 10³² K         |                            |

Com el mateix Planck establí: «aquestes quantitats mantenen el seu significat natural tal com les lleis de la gravitació, de la propagació de la llum en el buit i la primera i la segona lleis de la termodinàmica, resten vàlides. Consegüentment, han de mantenir-se sempre iguals, encara que siguin amidades per les més diferents intel·ligències, fins i tot amb els més diferents mètodes».

## Unitats de Planck derivades
En qualsevol sistema de mesura, les unitats de moltes magnituds físiques poden ser derivades a partir de les unitats de base. En la taula següent, hi ha alguns exemples d'unitats de Planck derivades, algunes rarament utilitzades. Igual que les unitats de base, la seva utilització se centra gairebé en exclusiva dins del camp de la física teòrica, ja que la majoria són o massa grans o massa petites per a una utilització pràctica o empírica, a més del fet que presenten grans incerteses en els seus valors.
| Nom                          | Dimensions              | Expressió | Equivalent aproximat al SI |
| ---------------------------- | ----------------------- | --- | -------------------------- |
| Àrea de Planck               | Àrea (L²)               | {\displaystyle l_{\text{P}}^{2}={\frac {\hbar G}{c^{3}}}} | 2,612 23 × 10–70 m²        |
| Volum de Planck              | Volum (L3)              | {\displaystyle l_{\text{P}}^{3}=\left({\frac {\hbar G}{c^{3}}}\right)^{\frac {3}{2}}}                                                                           | 4,224 19 × 10–105 m³       |
| Moment de Planck             | Moment (LMT–1)          | {\displaystyle m_{\text{P}}c={\frac {\hbar }{l_{\text{P}}}}={\sqrt {\frac {\hbar c^{3}}{G}}}}                                                                   | 6,524 85 kg m/s            |
| Energia de Planck            | Energia (L²MT–2)        | {\displaystyle E_{\text{P}}=m_{\text{P}}c^{2}={\frac {\hbar }{t_{\text{P}}}}={\sqrt {\frac {\hbar c^{5}}{G}}}}                                                  | 1,956 1 × 10⁹ J            |
| Força de Planck              | Força (LMT–2)           | {\displaystyle F_{\text{P}}={\frac {E_{\text{P}}}{l_{\text{P}}}}={\frac {\hbar }{l_{\text{P}}t_{\text{P}}}}={\frac {c^{4}}{G}}}                                 | 1,210 27 × 1044 N          |
| Potència de Planck           | Potència (L²MT–3)       | {\displaystyle P_{\text{P}}={\frac {E_{\text{P}}}{t_{\text{P}}}}={\frac {\hbar }{t_{\text{P}}^{2}}}={\frac {c^{5}}{G}}}                                         | 3,628 31 × 1052 W          |
| Densitat de Planck           | Densitat (L–3M)         | {\displaystyle \rho _{\text{P}}={\frac {m_{\text{P}}}{l_{\text{P}}^{3}}}={\frac {\hbar t_{\text{P}}}{l_{\text{P}}^{5}}}={\frac {c^{5}}{\hbar G^{2}}}}           | 5,155 00 × 1096 kg/m³      |
| Freqüència angular de Planck | Freqüència (T–1)        | {\displaystyle \omega _{\text{P}}={\frac {1}{t_{\text{P}}}}={\sqrt {\frac {c^{5}}{\hbar G}}}}                                                                   | 1,854 87 × 1043 s−1        |
| Pressió de Planck            | Pressió (LM–1T–2)       | {\displaystyle p_{\text{P}}={\frac {F_{\text{P}}}{l_{\text{P}}^{2}}}={\frac {\hbar }{l_{\text{P}}^{3}t_{\text{P}}}}={\frac {c^{7}}{\hbar G^{2}}}}               | 4,633 09 × 10113 Pa        |
| Corrent de Planck            | Corrent elèctric (QT–1) | {\displaystyle I_{\text{P}}={\frac {q_{\text{P}}}{t_{\text{P}}}}={\sqrt {\frac {c^{6}4\pi \varepsilon _{0}}{G}}}}                                               | 3,478 9 × 1025 A           |
| Voltatge de Planck           | Voltatge (L²MT–2Q–1)    | {\displaystyle V_{\text{P}}={\frac {E_{\text{P}}}{q_{\text{P}}}}={\frac {\hbar }{t_{\text{P}}q_{\text{P}}}}={\sqrt {\frac {c^{4}}{G4\pi \varepsilon _{0}}}}}    | 1,042 95 × 1027 V          |
| Impedància de Planck         | Resistència (L²MT–1Q–2) | {\displaystyle Z_{\text{P}}={\frac {V_{\text{P}}}{I_{\text{P}}}}={\frac {\hbar }{q_{\text{P}}^{2}}}={\frac {1}{4\pi \varepsilon _{0}c}}={\frac {Z_{0}}{4\pi }}} | 29,979 245 8 Ω             |

## Simplificació de les equacions fonamentals de la física
Les diferents magnituds físiques tenen unes dimensions diferents que no poden ser igualades numèricament: un segon no és el mateix que un metre. Però, en física teòrica, aquests detalls poden ser deixats de banda per tal de simplificar els càlculs. El procés que aconsegueix això s'anomena adimensionalització. En la taula següent es mostra la utilització de les constants fonamentals per tal d'adimensionalitzar algunes equacions físiques especialment rellevants:
| Llei                                                                            | Forma habitual | Forma adimensionalitzada |
| ------------------------------------------------------------------------------- | --- | --- |
| Llei de la gravitació universal de Newton                                       | {\displaystyle F=-G{\frac {m_{1}m_{2}}{r^{2}}}} | {\displaystyle F=-{\frac {m_{1}m_{2}}{r^{2}}}} |
| Equació de Schrödinger                                                          | {\displaystyle -{\frac {\hbar ^{2}}{2m}}\nabla ^{2}\psi (\mathbf {r} ,t)+V(\mathbf {r} )\psi (\mathbf {r} ,t)} {\displaystyle =i\hbar {\frac {\partial \psi }{\partial t}}(\mathbf {r} ,t)} | {\displaystyle -{\frac {1}{2m}}\nabla ^{2}\psi (\mathbf {r} ,t)+V(\mathbf {r} )\psi (\mathbf {r} ,t)} {\displaystyle =i{\frac {\partial \psi }{\partial t}}(\mathbf {r} ,t)} |
| Energia d'un fotó o d'una partícula de pulsació ω                               | {\displaystyle {E=\hbar \omega }\ } | {\displaystyle {E=\omega }\ } |
| L'equació massa-energia de la relativitat especial d'Einstein                   | {\displaystyle {E=mc^{2}}\ } | {\displaystyle {E=m}\ } |
| L'equació de camp d'Einstein de la relativitat general                          | {\displaystyle {G_{\mu \nu }=8\pi {G \over c^{4}}T_{\mu \nu }}\ } | {\displaystyle {G_{\mu \nu }=8\pi T_{\mu \nu }}\ } |
| Definició de la temperatura per l'energia d'una partícula per grau de llibertat | {\displaystyle {E={\frac {1}{2}}kT}\ } | {\displaystyle {E={\frac {1}{2}}T}\ } |
| Llei de Coulomb                                                                 | {\displaystyle F={\frac {1}{4\pi \varepsilon _{0}}}{\frac {q_{1}q_{2}}{r^{2}}}} | {\displaystyle F={\frac {q_{1}q_{2}}{r^{2}}}} |
| Equacions de Maxwell                                                            | {\displaystyle \nabla \cdot \mathbf {E} ={\frac {1}{\varepsilon _{0}}}\rho } {\displaystyle \nabla \cdot \mathbf {B} =0\ } {\displaystyle \nabla \times \mathbf {E} =-{\frac {\partial \mathbf {B} }{\partial t}}} {\displaystyle \nabla \times \mathbf {B} =\mu _{0}\mathbf {J} +\mu _{0}\varepsilon _{0}{\frac {\partial \mathbf {E} }{\partial t}}} | {\displaystyle \nabla \cdot \mathbf {E} =4\pi \rho \ } {\displaystyle \nabla \cdot \mathbf {B} =0\ } {\displaystyle \nabla \times \mathbf {E} =-{\frac {\partial \mathbf {B} }{\partial t}}} {\displaystyle \nabla \times \mathbf {B} =4\pi \mathbf {J} +{\frac {\partial \mathbf {E} }{\partial t}}} |